# Павленко Олексій Володимирович
Павленко Олексій Володимирович (народився 03 січня 1954 року) — професор, доктор медичних наук, завідувач кафедри стоматології Національної медичної академії післядипломної освіти ім. П. Л. Шупика, заслужений діяч науки та техніки України, головний позаштатний стоматолог МОЗ України, академік УАННП, заступник голови Координаційної Ради зі стоматології МОЗ України, член Центральної атестаційної комісії МОЗ України, Президент Асоціації стоматологів України.

## Біографічні відомості
Павленко Олексій Володимирович народився 03 січня 1954 р. у м. Новоекономічне, Донецької області. Закінчив стоматологічний факультет Донецького медичного інституту (з відзнакою) у 1976 році.
1976—1977 — інтернатура (м. Донецьк)
1977—1977 — лікар стоматолог-хірург (м. Донецьк)
1977—1978 — клінічний ординатор кафедри ортопедичної стоматології ЛДМІ (м. Львів)
1980—1984 — асистент кафедри ортопедичної стоматології ЛДМІ (м. Львів)
1984—1998 — завідувач кафедри ортопедичної стоматології ІФДМА (м. Івано-Франківськ)
1998—2000 — професор кафедри ортопедичної стоматології КМАПО (м. Київ)
1998—2000 — голова комісії по стоматології Комітету з нової медичної техніки МОЗ України
1998—2001 — Генеральний директор навчально-науково-лікувального об'єднання КМАПО
2001 — т/ч — завідувач кафедри стоматології НМАПО (м. Київ)
2002—2016 — директор Інституту стоматології НМАПО імені П. Л. Шупика

## Освіта
Освіта вища — стоматологічний факультет Донецького медичного ституту (з відзнакою) у 1976 році.
Кваліфікаційні категорії: вища лікарська категорія з «ортопедичної стоматології», «стоматології», «організації охорони здоров'я».

## Захист дисертаційних робіт
Кандидат медичних наук СРСР з 1981 р. тема дисерації «Усовершенствованная технология изготовления зубных сьемных протезов из акриловых пластмасс» (науковий керівник — проф. Евальд Варес).
Доктор медичних наук СРСР з 1990 р. тема дисертації «Клинико-экспериментальная оценка усовершенствованных методов изготовления зубных пластиночных протезов».

## Лікувальна і наукова діяльність
Видано наукових робіт: — монографій — 6
- статей — 289 — авторських свідоцтв — 12 — патентів — 10 — рац. Пропозицій — 12

## Патенти
1. Бернадська Г. П., Бакшутова Н. О., Данько В. В. Спосіб лікування фіброматозу ясен. Патент на корисну модель № 96386 від 10.02.2015 р.
2. Бургонський В. Г., Миколайчук С. І., Холін В. В. 5. Патент на корисну модель: «Спосіб оптимізації лікування карієсу зубів з використанням лазерних технологій». № 104493 від 10.02.2016 року. Бюлетень № 3.
3. Григ Н. І., Сідельников П. В. Спосіб лікування хворих на генероалізований пародонтит. Патент на корисну модель № 94135 від 27.10.2014 р.
4. Сідельников П. В., Антоненко М. Ю. Спосіб оцінки рищику генеоралізованого пародонтиту. Патент на корисну модель № 95995 від 12.01.2015 р.
5. Сідельников П. В., Антоненко М. Ю. Спосіб оцінки ураження пародонта у хворих на генералізований пародонтит. Патент на корисну модель № 95998 від 12.01.2015 р.
6. Сідельников П. В., Черкасов В. Г. Спосіб діагностики генералізованого пародонтиту. Патент на корисну модель № 96264 від 26.01.2015 р.
7. Сідельников П. В., Антоненко М. Ю. Спосіб оцінки ступеня тяжкості ураження тканин пародонта у хворих на генералізований пародонтит. Патент на корисну модель № 96874 від 25.02.2015 р.
8. Колосова К. Ю. Спосіб місцевого лікування важких клінічних форм червоного плескатого лишаю слизової оболонки порожнини рота. Патент на корисну модель від 27.07.2015 р.

## Учні
Підготовлено наукових кадрів: кандидатських дисертацій — 45: Рожко М. М., Ряховський О. М., Киричок М. І., Павлюк В. М.; Радько І. В., Опанасюк Ю. В., Шуклін В. А., Ожоган З. Р., Обідняк В. З., Шутак О. В., Кріль А. П., Лихота К. М., Савчук О. В., Ступницька О. М., Лепорський Д. В., Тимофєєв О. О., Табачнікова В. С., Мельник І., Гордова В., Бугоркова І. А., Кабанчук С. В., Дацько І. О., Біда О. В., Шупяцький І. М., Сажина О., Байда Д. П., Касіянчук М. В., Пальчикова Г. В., Фефер Е. І., Токарський В. Ф., Матковська Ю. А., Єршов С. А., Дорошенко М. В., Дмитрієва Е. О., Корж В. І., Сіренко О. Ф., Денисенко М. М., Хохліч О. Я., Забуга Ю. І., Климентьєв В. Г., Листопад О. П., Кучера М., Закалата Т. Р., Шемелько М., Колосова К. Ю.;
докторських дисертацій — 12: Рожко М. М., Ожоган З. Р., Удод О. А., Чайковська І. В., Варес Я. Е., Дорошенко О. М., Ніконов А. Ю., Ілик Р. Р., Волосовець Т. М., Леоненко П. В., Тимофєєв О. О., Лихота К. М.
Голова спеціалізованої Ради «Стоматологія» при НМАПО ім. П. Л. Шупика
у складі Ради — 25
опоненцій — 58

## Перелік ключових публікацій
Участь у видавництві наукових виданнях: (у складі ред колегії) — 7, не фахових — 1.
1. Павленко А. В. Клинико-экспериментальная оценка усовершенствованных методов изготовления зубных пластиночных протезов: автореф. дис. на соискание уч.степени д.м.н. 14.00.21/ А. В. Павленко.- Ивано-Франковск, 1989. — 20 с.
2. Павленко О. В. Захист поверхні препарування твердих тканин вітальних зубів при виготовленні незнімних конструкцій зубних протезів (експериментальне дослідження) [Електронний ресурс] / О. В. Павленко, Ю. І. Забуга, В. І. Струк, О. В. Біда // Современная стоматология. — 2013. — № 2. — С. 110—113. — Режим доступу: http://nbuv.gov.ua/UJRN/ss_2013_2_27
3. Павленко О. В. Аналіз впливу реставраційного матеріалу на напружений стан твердих тканин відновлюваного зуба на прикладі моляра [Електронний ресурс] / О. В. Павленко, О. П. Листопад, М. А. Долгов // Современная стоматология. — 2013. — № 4. — С. 168—172. — Режим доступу: http://nbuv.gov.ua/UJRN/ss_2013_4_34
4. Павленко О. В. Особливості кальцій-фосфорного обміну у пацієнтів підліткового віку з дисплазією сполучної тканини та патологією зубо-щелепного апарату [Електронний ресурс] / О. В. Павленко, В. В. Мельничук // Збірник наукових праць співробітників НМАПО ім. П. Л. Шупика. — 2014. — Вип. 23(1). — С. 361—369. — Режим доступу: http://nbuv.gov.ua/UJRN/Znpsnmapo_2014_23(1)__55
5. Павленко О. В. Профілактика ускладнень після ортопедичного лікування знімними протезами [Електронний ресурс] / О. В. Павленко, О. М. Дорошенко // Український стоматологічний альманах. — 2010. — № 6. — С. 39-42. — Режим доступу: http://nbuv.gov.ua/UJRN/Usa_2010_6_12
6. Павленко О. В. Застосування фармакологічного супроводу та магнітно-лазерної терапії в пацієнтів з генералізованим пародонтитом і дентальною імплантацією. [Електронний ресурс] / О. В. Павленко, І. П. Мазур, П. В. Леоненко // Современная стоматология. — 2013. — № 2. — С. 40-47. — Режим доступу: http://nbuv.gov.ua/UJRN/ss_2013_2_13
7. Павленко О. В. Критерії оцінки ендогенної інтоксикації за даними інтегральних гематологічних індексів у пацієнтів з гострими гнійними одонтогенними запальними процесами у різні лікувальні терміни [Електронний ресурс] / О. В. Павленко, Р. Ю. Біда // Вісник проблем біології і медицини. — 2016. — Вип. 4(2). — С. 258—263. — Режим доступу: http://nbuv.gov.ua/UJRN/Vpbm_2016_4(2)__56
8. Павленко О. В. Електроміографічна оцінка функціональної активності жувальних м'язів у пацієнтів з ортопедичними конструкціями з опорою на імплантати / О. В. Павленко, В. І. Біда, О. М. Дорошенко, О. Ф. Сіренко // Современная стоматология. — 2012. — № 3 (62). — С. 131—134.
9. Павленко О. В. Морфологічні особливості при фіброматозі ясен / О. В. Павленко, В. П. Сільченко, Г. П. Бернадська, В. В. Данько // Современная стоматоло-гия. — 2015. — № 3. — С. 20-22.
10. Павленко О. В. Забезпеченість вітаміном D3 дітей пубертатного віку з карієсом зубів і дисплазією сполучної тканини [Електронний ресурс] / О. В. Павленко, В. В. Мельничук // Современная стоматология. — 2014. — № 5. — С. 52-55. — Режим доступу: http://nbuv.gov.ua/UJRN/ss_2014_5_13
11. Павленко О. В. Аналіз індексної оцінки стану тканин пародонту та ступеня деструкції кісткової тканини при фіброматозі ясен [Електронний ресурс] / О. В. Павленко, Г. П. Бернадська, В. В. Данько // Збірник наукових праць співробітників НМАПО ім. П. Л. Шупика. — 2015. — Вип. 24(4). — С. 39-46. — Режим доступу: http://nbuv.gov.ua/UJRN/Znpsnmapo_2015_24(4)__7
12. Павленко О. В. Плазма збагачена тромбоцитами: від фундаментальної науки до клінічної практики [Електронний ресурс] / О. В. Павленко, Р. Ю. Біда // Вісник проблем біології і медицини. — 2016. — Вип. 2(1). — С. 241—244. — Режим доступу: http://nbuv.gov.ua/UJRN/Vpbm_2016_2(1)__59
13. Варес Я. Е. Горбово-крилоподібні імплантати — терапевтична опція для пацієнтів з дефектами дистальних відділів верхньої щелепи [Електронний ресурс] / Я. Е. Варес, О. В. Павленко, С. Іде, М. О. Павленко // Современная стоматология. — 2016. — № 3. — С. 99-103. — Режим доступу: http://nbuv.gov.ua/UJRN/ss_2016_3_25
14. Павленко О. В. Біомеханічні фактори ризику при протезуванні на внутрішньокісткових дентальних імплантатах [Електронний ресурс] / О. В. Павленко, О. Ф. Сіренко // Галицький лікарський вісник. — 2012. — Т. 19, число 1. — С. 45-47. — Режим доступу: http://nbuv.gov.ua/UJRN/glv_2012_19_1_16
15. Раціональне планування хірургічних та ортопедичних реконструктивних заходів шляхом створення індивідуальних імітаційних моделей біомеханічної системи з дентальними імплантатами / [О. В. Павленко, П. В. Леоненко, М. Г. Крищук, В. О. Єщенко] // Вісник Української медичної стоматологічної академії. — 2013. — Т. 13, № 1 (41). — С. 25–29.
16. Павленко А. В. Превенция потери маргинального края костной ткани у пациентов с дентальной имплантацией / А. В. Павленко, И. П. Мазур, П. В. Леоненко // Стоматолог. — 2013. — № 4 (11). — С. 28–34.
17. Алгоритм надання комплексної діагностично-лікувальної допомоги пацієнтам з дефектами зубних рядів і генералізованим пародонтитом з використанням методу дентальної імплантації та CAD / CAE / CAM технологій: метод. рек. / [О. В. Павленко, В. І. Біда, П. В. Леоненко, М. Г. Крищук]. — Вінниця: ПП Балюк, 2013. — 52 с.
18. Павленко О. В. Профілактика і лікування втрати маргінальної кісткової тканини у пацієнтів з дентальною імплантацією на тлі генералізованого пародонтиту та метаболічних остеопатій: метод. рекомендації / О. В. Павленко, В. І. Біда, П. В. Леоненко. — Вінниця: ПП Балюк, 2013. — 32 с.
19. Павленко А. В. Влияние аномалий прикуса на речевую функцию у пациентов с профессиональной фонаторной деятельностью / Павленко А. В., Хохлич О. Я. // Современная ортодонтия. — 2012. — № 02 (12). — С. 23–26.
20. Павленко А. В. Особенности процессов репаративной регенерации в альвеолярных отростках нижней челюсти при пластике дефектов различными материалами [Електронний ресурс] / А. В. Павленко, И. В. Чайковская, В. И. Лузин // Український морфологічний альманах. — 2009. — Т. 7, № 3. — С. 93-97. — Режим доступу: http://nbuv.gov.ua/UJRN/Umora_2009_7_3_24

## Міжнародна співпраця
Стажування за кордоном:
- Туреччина (1994, 1996, 2009,2013)
- Канада (1998)
- Швеція (1999, 2008)
- Чехія (2001)
- США 2000, 2002, 2009)
- ОАЕ (2007)
- Німеччина (1996—1998, 2000, 2003, 2005—2017)
- Іспанія (2013, 2014)
- Росія (2012)
- Білорусь (2010—2016)
- Казахстан (2013)

Знання мов: українська, російська (досконало), англійська (базове), польська (із словником).